# Club Social y Deportivo Central Ballester
El Club Social y Deportivo Central Ballester es un club de fútbol argentino, fundado el 26 de octubre de 1974. Participa en la Primera C, cuarta división para los equipos directamente afiliados a la AFA. Logró el ascenso a la Cuarta división del fútbol argentino  en la temporada 1995/96 tras consagrarse campeón del Torneo Apertura 1995 de la Primera D y luego ganar la final por el campeonato. Hasta la actualidad, este es el único título que el club tiene bajo el nombre de Central Ballester.

## Historia
En el año 1920, se fundó en el partido de San Martín el Club Atlético Central Argentino, de prolongada trayectoria en el fútbol de la A.F.A. y antecesoras. A mediados de 1974, la comisión directiva decide no participar más en torneos de fútbol y convoca a una asamblea para aprobar la desafiliación del club.
En ese entonces un grupo de socios encargados de las subcomisión de fútbol no se resignaron y buscaron la forma para continuar con la actividad. Su única esperanza era crear un club y fue en casa de Don Rafael Bavaro en donde se decidió separarse de su institución madre y formar una entidad paralela. Es aquí donde comenzó la historia del Club Social y Deportivo Central Ballester ya que el 26 de octubre de 1974, fecha elegida en reconocimiento a la fundación de Villa Ballester, se funda esta nueva institución, siendo su primer presidente Rafael Bavaro.
La afiliación a A.F.A. fue rápida. A Bávaro lo unía una antigua amistad con el entonces intendente del partido de General San Martín, Alberto Manuel Campos, quien a su vez era amigo del Dr. David L. Bracutto que por ese entonces era presidente de A.F.A. Gracias a estas relaciones, el deseo de ese grupo de soñadores se transformaba en realidad. Central Ballester, con su incorporación a la Asociación del Fútbol Argentino, se convertía en la entidad más joven unida a este selecto grupo, comenzando a participar en el año siguiente en la Primera División D, divisional en la que comienzan todos los recientemente incorporados a dicha institución.
Por último se determinaron los colores que llevaría la camiseta del club. Estos tendrían los mismos que el viejo Club Atlético Central Argentino, es decir Azul y Amarillo a franjas verticales, colores que fueron elegidos en su momento inspirándose en el viejo Ferrocarril Central Argentino, el cual pintaba sus barreras con estos colores como significado de prevención. Sin embargo, no sustituyó a la otra institución, que se encontraba antes de su desafiliación en Primera C, por lo que tuvo que empezar a participar en la última categoría del fútbol argentino. Al tomar los colores azul y amarillo a franjas verticales, fueron apodados Canallas por su similitud con la camiseta de Rosario Central.

### Debut en la Primera División D
Su debut con el nuevo nombre se produce en marzo de 1975, contra el que luego sería su clásico rival, el Club Atlético Acassuso. El equipo formó de la siguiente manera: Pina, Mario Rosales, Rodríguez, Luis Rosales, García, Puntorero, Ramón Maita Juan gennaro(10)(de destacada actuación en la divisional B, jugando para Comunicaciones en el año 1976), Maidana, Sánchez, Tapia y Desimone. Aquel equipo lo dirigía Antonio Miguel.
Ese primer año la institución tenía su sede social en la calle 61 (Lacroze) 884 de Villa Ballester, inmueble cedido por su propietario el Sr. Rafael Bavaro (hijo), para luego trasladarse al 1050 de la misma calle. Como anécdota de ese primer año y nacimiento del club Social y Deportivo Central Ballester, se puede recordar una goleada ante Atlas por 8 a 1, que con el paso del tiempo se convertiría en la mayor goleada de la historia del club.

### Ascenso a Primera C
Los primeros años de Central Ballester pasarían desapercibidos con campañas pobres con las que, como consecuencia, sufriría su primera y única desafiliación al momento, en la temporada 1987/88. Sin embargo, las buenas campañas empezarían a partir del año 1991 con algunas disputas de los octogonales por el segundo ascenso, aunque en las primeras ediciones sería eliminado rápidamente. No obstante, su mejor campaña la realizaría en la temporada 1994/95 tras eliminar a Claypole y Sportivo Barracas, jugó la final del octogonal ante General Lamadrid, cayendo en el global 2 a 1.
A pesar de ello, el mayor éxito del club se efectuaría en la temporada 1995/96. En la primera parte del campeonato, el Apertura, el Canalla conseguiría ganar el torneo, cosechando 32 puntos con 9 victorias, 5 empates y su única derrota ante Claypole. Con el derecho a disputar el título, en el Clausura fue más discreto y consiguió el tercer puesto. De esa manera, Central enfrentaría en la final a San Martín; en el partido de ida disputado en Escalada caería 1 a 0, pero en el segundo encuentro, jugado en el estadio Ramón Roque Martín, el Canalla se impuso por 2 a 0, logrando su primer y, hasta el momento, único título profesional, ganando el derecho a participar de la Primera C por primera vez en su historia.
En su temporada en Primera C el conjunto tuvo un buen debut, a pesar de lo cual terminaría a mitad de tabla en el Apertura con 18 puntos. Llegaría al Clausura con necesidad de sumar, pero su desempeño disminuyó, ganando pocos partidos y con incidentes por parte de su hinchada en las últimas fechas, lo que le costaría la quita de puntos en la tabla de la temporada y, por ende, en los promedios; terminaría el torneo con 14, producto de 3 victorias y 5 empates. Con la quita de puntos, cerró la temporada con 29 puntos y último en la tabla de promedios, lo cual lo condenó al descenso. En su corto periodo en la categoría, cosechó 9 victorias; en el Apertura venció a Deportivo Merlo, J. J. Urquiza, Luján, Deportivo Paraguayo, Excursionistas y Barracas Central, a este último también lo vencería en el Clausura junto a Berazategui y Defensores de Cambaceres. Tras su retorno a la Primera D, el conjunto fue realizando buenas campañas, destacando un subcampeonato en un Torneo Apertura y alcanzar dos veces las semifinales del Torneo Reducido hasta el año 2005. Los siguientes años realizaría pobres desempeños hasta la actualidad.

### La camiseta del campeonato
La historia dice que en la década de 1990, previo a un partido, no tenían camisetas para la disputa del mismo ya que las mismas habían sido robadas. Por esta razón, el director técnico y su ayudante decidieron pedir prestadas camisetas a Rosario Central, que tenía los mismos colores e incluso el mismo apodo que Central Ballester. Esa misma camiseta se usó durante la temporada 1995/96, logrando el Torneo Apertura 1995 y el ascenso a la Primera C en la final contra San Martín de Burzaco en el año 1996.

## Estadio
El club comenzó jugando en el viejo estadio de la calle Italia y Moreno, de Villa Ballester, perteneciente a un hincha de apellido Fresedo (hermano del famoso director de orquesta de tango, Osvaldo Fresedo), en el cual hacía de local su antecesor Central Argentino. Este recordado estadio con su pequeña tribuna de cemento fue testigo de la presencia de Tigre, Defensores de Belgrano, Deportivo Español, e inferiores del Club Atlético River Plate.
Luego el club comenzó a jugar en un nuevo estadio ubicado en el barrio Villa Carcova, de José León Suárez, en el que jugó hasta 1995. Consumado el ascenso a Primera C, no pudo continuar utilizándolo por no cumplir los requisitos de la categoría. Posteriormente el club perdió la propiedad de esas tierras, ya que a lo largo del año en el que no utilizó el estadio, no solo para los partidos oficiales sino ni siquiera para los entrenamientos, y al no tener ningún tipo de uso fue ocupado por vecinos de la zona, que construyeron viviendas en el terreno.
A comienzos de la década del 2000, la municipalidad de General San Martín cedió al club una parcela que se encuentra sobre la calle Sarratea y Camino Del Buen Ayre en José León Suárez, donde se construyó el estadio actual. Se estimaba que las divisiones inferiores comenzarían a utilizarlo a comienzos de 2018 y el plantel de primera durante 2019, aunque en 2020 aún no se había inaugurado. Finalmente, el 14 de mayo de 2022 se jugó el primer partido oficial por el campeonato de Primera D 2022, con un triunfo sobre Sportivo Barracas por 1 a 0.

## Uniforme
- Uniforme titular: Camiseta blanca con una franja horizontal azul marino, pantalón y medias blancos.
- Uniforme alternativo: Camiseta azul marino con una franja horizontal blanca, pantalón y medias azul marino.

| Titular | Alternativo |  |

### Indumentaria y patrocinador
| Período    | Patrocinador        |
| ---------- | ------------------- |
| Desde 2016 | Materiales Libertad |

| Período   | Proveedor           |
| --------- | ------------------- |
| 2015-2018 | De Aka Indumentaria |
| 2018-2019 | Meglio Sport        |
| 2020-2022 | Nemer               |
| 2023-     | Caudillo            |

## Jugadores

### Plantel 2024
- Actualizado el 17 de diciembre de 2024.

## Datos del club
- Temporadas en Primera División: 0
- Temporadas en Primera B Nacional: 0
- Temporadas en Primera B: 0
- Temporadas en Primera C: 2 (1996/97, 2024-)
- Temporadas en Primera D: 50 (1975-1987/88, 1989/90-1995/96 y 1997/98-)
- Temporadas desafiliado: 1 (1988/89)

Total:
- Temporadas en Cuarta División: 13
- Temporadas en Quinta División: 38

## Palmarés

### Torneos nacionales
- Primera D (1): 1995-96

## Rivalidades
Su clásico rival es Acassuso.

## Goleadas

### A favor
- En Primera C: 5-2 a Luján en 1996, Defensores de Cambaceres en 1997
- En Primera D: 8-1 a Atlas en 1975
- En Primera D: 8-1 a Sacachispas en 1992
- En Primera D: 5-0 a Puerto Nuevo en 2017

### En contra
- En Primera C: 0-5 vs Brown en 1996
- En Primera D: 0-8 vs Liniers en 1984
- En Primera D: 0-7 vs Sportivo Barracas en 2014
- En Primera D: 1-6 vs San Martín (B) en 2013
- En Copa Argentina: 0-8 vs Independiente en 2018